# Таначев, Валидхан Шерафеддинович
Вали́дхан Шерафедди́нович Тана́чев (каз. Уәлитхан Шарафиддинұлы Танаш; 1882, Букеевская Орда, Астраханская губерния, Российская империя — 1970, Казань, РСФСР, СССР) — казахский политический и общественный деятель, юрист, адвокат. Член Народного совета правительства Алаш-Орды (1917 — 1920).
Член Всероссийского учредительного собрания.

## Биография
Происходит из казахского рода Шеркеш Букеевской орды. Официально по сословной принадлежности относился к крестьянам из рода шеркеш племени байулы, другие источники относят Валидхана Таначева к казахам-ходжам. Отец, Шерафеддин Таначев, известный рыбопромышленник. На его предприятии на Грачевском промысле было занято 35 рабочих, и имелся 1 лабаз и 12 чанов для засолки рыбы. Оборот предприятия составлял 20 000 рублей, а прибыль — 4 000 рублей в год.
13-23 января 1906 года в Санкт-Петербурге участвовал во Втором мусульманском съезде. В 1908 году получил аттестат Астраханской гимназии. В 1912 году окончил юридический факультет Казанского университета.

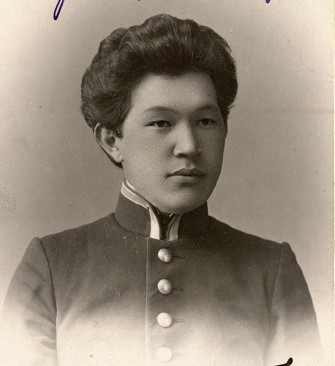
Ували Таначев студент Казанского университета, ок. 1908

14 декабря 1910 года вместе с двоюродными братьями Утегали Ибрагимовичем и Губачи Юнусовичем Таначевыми учредил рыбопромышленную и торговую фирму «Торговый дом У. и Г. Таначевых», которой к тому же оказывал юридическую поддержку. Однако, как сообщал в марте 1914 года раздел «Судебная хроника» «Астраханского справочного листка», этот торговый дом был признан несостоятельным, а два основных учредителя фирмы были помещены под стражу по требованию кредиторов.
В 1910—1912 годах путешествовал по странам Западной Европы. Помощник присяжного поверенного в Казани. В этой должности оставался по крайней мере до 30 сентября 1916 года. В 1913 году женился на вдове известного татарского социал-демократа Хусаина Ямашева Хадиче. В августе 1915 года в Казани вместе Саид-Гиреем Алкиным организовал комитет помощи беженцам-мусульманам, в частности польско-литовским татарам, оставшимся без крова из-за Первой мировой войны.
12 марта 1917 года Таначев и Габдулла Апанай избраны заместителями председателя Казанского мусульманского комитета, которым стал Фуад Туктаров. Был одним из организаторов (членом оргкомитета) Мусульманского комитета в Казани.
2-8 апреля 1917 года стал делегатом, и избран членом президиума 1-го Тургайского областного казахского съезда, по другим сведениям его председатель. 21 апреля 1917 был одним из основных руководителей оргкомитета, затем избран председателем президиума Съезда казахов Букеевской орды.
Активный участник Всероссийских мусульманских съездов, член исполкома Всероссийского мусульманского совета. Входил в состав Особого совещания по разработке проекта Положения о выборах Учредительное Собрание. Член Алаш-Орды от Букеевской орды. Депутат Букеевского областного Совета Крестьянских депутатов, делегат I Всероссийского съезда Крестьянских депутатов, член Исполкома Всероссийского Совета Крестьянских депутатов.
21-26 июля 1917 года делегат Первого Всеказахского съезда в Оренбурге. Утверждён на съезде кандидатом № 2 в списке кандидатов в депутаты Учредительного собрания от Букеевской области, избран «представителем от казахов Букеевской орды в Всероссийский Мусульманский Совет» и вместе с Д. Досмухамедовым назначен от казахов членом его Исполнительного комитета, избран одним из трёх делегатов-представителей от казахов на планируемый а августе в Киеве «Всероссийский съезд федералистов».
14-22 сентября 1917 года делегат от Исполкома Всероссийского Совета Крестьянских Депутаттов на Всероссийское Демократическое Совещание в Петрограде Кандидат в члены Временного Совета Российской Республики, так называемого «предпарламента».

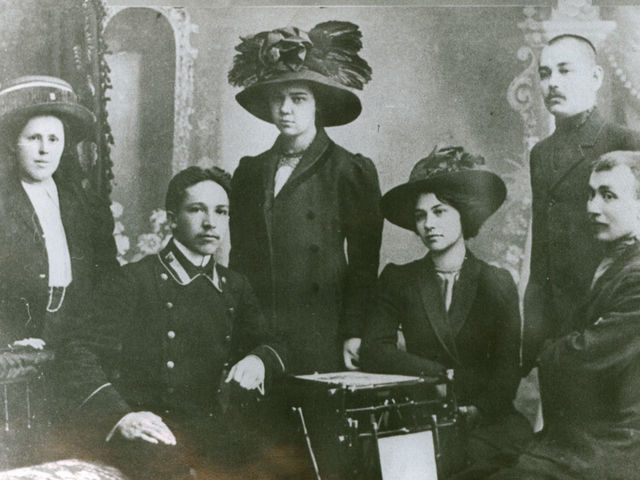
Хадича (стоит слева) и Хусаин Ямашевы (стоит справа)

На съезде мусульман, «Курултае», Казанской губернии также включён в список кандидатов (из 12 человек) в депутаты Учредительного Собрания России, Танчев утверждён под пятым номером, а его жена Хадича под 7-м номером.
В конце 1917 года избран в Всероссийское учредительное собрание в Ордынском избирательном округе (по списку № 2, Алаш). В декабре 1917 года делегат Второго Всеказахского съезда в городе Оренбурге, член Центрального совета «Алаш-Орды» от Букеевской орды. После разгона большевиками в 1918 году Учредительного собрания скрывался вместе Гаязом Исхаки и Фуадом Туктаровым в доме своего родственника по жене Гарифа Бадамшина в Чистополе. Хозяин был предупреждён соседом Петром Логутовым, у которого сын Фёдор работал в местной ЧК, о грозящем его гостям аресте, что спасло им жизни.
В 1918 году вошёл в состав Комуча. 8-23 сентября 1918 года принимал участие в работе Уфимского государственного совещания. Уполномоченный-представитель «Алаш-Орды» при правительствах Комуча, «Сибирского правительства», «Уфимской директории». Осенью 1918 года вместе с А. Букейхановым и А. Турлыбаевым от имени Алаш-Орды вёл переговоры с правительством Колчака.
С приходом советской власти стал с ней сотрудничать. В 1920 году член литературно-издательской секции историко-статического отдела Киргизского военкомата, был заведующим подотделом законодательных предложений Киргизского военревкома (КРВК). С 11 марта 1920 года назначен членом коллегии отдела юстиции Казревкома. В июле 1920 года стал членом коллегии Комиссариата юстиции КРВК.
В октябре 1920 года избран делегатом I-го Учредительного съезда Советов КАССР от Букеевской области, избран членом Каз. ЦИК. В 1920 работал заместителем наркома юстиции КАССР. В октябре 1920 года временно исполняющий должность Наркома юстиции КАССР.
5 декабря 1920 года Казобком решил передать Таначева из Букеевской орды в представительство КазССР при наркомземе РСФСР, член коллегии Казахского представительства в Москве, с ноября 1921 — зам. председателя коллегии представительства, с 31 декабря 1920 — представитель КАССР в Наркомате национальностей РСФСР, в этой должности принял дела по постпредству у Алибекова. В 1923 году освобождён от всех должностей. Позднее адвокат в Верховном суде, член коллегии защитников при Наркомюсте Татарской АССР (1924—1937 годы).
15 сентября 1937 гада арестован органами НКВД. 20 апреля 1939 года приговорён Особым совещанием НКВД СССР по обвинению в ст. 58-2, 58-4, 58-11 как «участник националистической организации, борьба за свержение Сов. вл.» («султангалиевщина») к 8 лет ИТЛ. Освобождён досрочно в апреле 1943.
Освободившись, поселился в Зеленодольске, работал юрисконсультом промкомбината.
Повторно арестован 29 января 1949 года. 6 апреля 1949 года Особым совещанием МГБ СССР «за участие в националистической организации и связь с эмигрантами» приговорён к ссылке на поселение в Красноярский край. В апреле 1949 года приехал в деревню Стерлитамак Абанского района Красноярского края вместе с также сосланной в ссылку женой и её племянницей Ильхамией Богданович (Туктаровой).
Работал счетоводом в Стерлитамакском колхозе. Жена не могла работать по состоянию здоровья. 29 сентября 1950 года Хадича Таначева скончалась. Во второй половине 1950-х Валидхан и Ильхамия вернулись в Казань.
Реабилитирован 7 февраля 1957 года.

## Семья

Хадича Таначева, 1937 (тюремная фотография)

- Жена (с 1913) — Хадича Зарифовна Ямашева-Таначёва, урождённая Бадамшина (1883, Чистополь —29 сентября 1950, Стерлитамак),  племянница Гарифа Бадамшина, частно-практикующий зубной врач, её первый муж (с 1902) Х. М. Ямашев (1882—1912), весной 1917 избрана гласной Казанской городской Думы (первая женщина), была арестована в 1923 и в 1932 годах, аресты связаны с попыткой изъятия золота[12]. Затем дважды репрессирована вместе с мужем, умерла в ссылке[12][13].
- Брат — Сабир Шераф-Эльдинович Таначев (1900, Гурьевский (позднее Западно-Казахстанской области) — ?, Алма-Ата), имел незаконченное высшее образование; работал экономистом в Промышленном Банке в Москве, арестован 6 января 1936 г. ОПТО УГБ НКВД станции Казалинск. 23 февраля 1936 года приговорён прокуратурой Оренбургской железной дороги по обвинению по статье 58-10, дело прекращено. Реабилитирован 9 июля 1991 года Кзыл-Ординской облпрокуратурой за отсутствием состава преступления[7].

### Рекомендуемые источники
- Орынбасарова Э. Уәлитхан Танашевтың өмір жолы хақында.

## Комментарии
1. ↑  Даты жизни приведены по источникам[1][2]. Некоторые источники приводят дату рождения как 1887[3], но в следственных делах Таначева дата 1882[4]. По сведениям членов семьи Валидхан Таначев умер 12 июля 1970 году в городе Казани, но эти данные пока не подкреплены независимыми источниками.